# 피터 린치
피터 린치(Peter Lynch, 1944년 1월 14일 ~ )는 미국 태생의 월 스트리트 주식 전문가이다. 1969년 피델리티 인베스트먼트(Fidelity Investments)에 리서치 애널리스트로 입사 후, 펀드 매니저로 활동하면서 1977년 2,200만 달러에 불과했던 마젤란 펀드(Magellan Fund)를 13년간 운용하면서 연 평균 투자수익률 29.2%를 기록해 1990년 무렵에는 140억 달러 규모의 세계 최대 뮤추얼펀드로 키워냈다. 1990년 4월 3일, 46세의 나이로 가족과 더 많은 시간을 보내기 위해 은퇴를 선언했다.

## 명언
- "투자할 때 최소한 냉장고를 고를 때만큼의 시간과 노력을 기울여라"
- "많은 자금을 운용해야 하는 펀드라면 분산투자가 불가피하지만, 개인이라면 집중투자가 훨씬 효과적이다."
- "주식투자로 돈을 벌려면 주가하락에 대한 두려움 때문에 주식시장에서 서둘러 빠져나오는 일이 없어야 한다"
- "종목에 대해 연구하지 않고 주식투자를 하는 것은 패를 보지 않고 포커를 치는 것과 같다"
- 칵테일파티 이론. 칵테일파티에서 펀드매니저인 자신의 인기가 높을 때는 매도를 고려할 시점, 자신의 인기가 없을 때는 매수를 고려할 시점이다. 칵테일파티 때 주식이 메인 이슈면 매도해야 한다.
- "주식투자자의 운명을 결정하는 것은 머리가 아니라 배짱이다."
- "많은 지식은 오히려 투자의 방해물이며, 주식투자에 쓰이는 수학은 이미 초등학교 4학년쯤에 이미 배운 것이다."

## 저서
- 《월가를 떠나는 이》 One Up on Wall Street(1989, 개정판 2000)
- 《월 스트리트 이기기》 Beating the Street, 1993
- 《돈 버는 법 배우기》 Learn to Earn, 1996

대한민국에는 Learn to Earn는 '《증권투자로 돈버는 비결》, 2000년', One Up on Wall Street는 '《전설로 떠나는 월가의 영웅》, 2009년' 로, Beating the Street는 '《피터 린치의 이기는 투자》, 2008년'란 제목으로 각각 출판되었다.